# Hrvatska stranka naravnog zakona
Hrvatska stranka naravnog zakona (HSNZ) bila je politička stranka koja je djelovala u Hrvatskoj početkom 1990-ih. Glavni cilj stranke bio je promoviranje transcendentalne meditacije. Predsjednik stranke bio je Jadranko Miklec, »doktor Maharishijeve vedske znanosti« i predavač joge.
HSNZ je sudjelovala na parlamentarnim izborima 1992. godine, ali najveći uspjeh postigla je na izborima za skupštinu Istarske županije početkom 1993. godine. Tada su, u jednoj od izbornih jedinica, pristaše IDS-a, iz proceduralnih razloga umjesto za svog kandidata glasovali za HSNZ-ovog kandidata. Nakon toga, stranka nije imala značajnijih uspjeha i prestala je djelovati do sredine 2000-ih.